# Sambuugiin Serchmaa
En aquest nom mongol, el nom és «Serchmaa» i «Sambuugiin» és un patronímic, no pas un cognom.
Sambuugiin Serchmaa (mongol: Самбуугийн Сэрчмаа)  (Ulaanbaatar, 21 de maig de 1982) és una cantant mongola. Va néixer el 21 de maig de 1982 i es va graduar a la Universitat Nacional de Mongòlia. Quan Serchmaa tenia 6 anys, va començar a tocar el violí i després va començar una carrera de cant. Serchmaa ha actuat a molts països com Xina, Corea del Sud, Japó, Rússia, Polònia, Estats Units d'Amèrica, Irlanda, i Regne Unit. Un dels àlbums que va enregistrar es diu Tsagaan Süünii Domog.

## Vida personal
Hi va haver rumors que Serchmaa estava casada i que després es va divorciar. No obstant això, en una entrevista amb el diari mongol Ödriin Sonin, ella nega completament el rumor. Serchmaa està casada amb un home de negocis de Mongòlia Interior.

## La seva vida a la Xina
Sovint actua a la Xina, especialment a Mongòlia Interior. El 2008 va ser convidada a actuar a la nit inaugural del Festival de la cançó popular de Guangxi, a Nanning. Des del 2005 fins al 2009, cada any va ser convidada a assistir al festival de la nit inaugural de Wang Zhaojun a Hohhot, i a la Gala del Festival de Primavera de la Televisió de Mongòlia Interior i altres representacions teatrals.
Va estudiar a la Universitat de Llengua i Cultura de Beijing, aprenent llengua xinesa i estudiant cursos de cultura xinesa. També cantava algunes cançons en xinès. Va celebrar el casament amb el seu marit xinès a l'hotel Beijing Shangri-La el dia de Cap d'Any del 2010.

## Discografia

### CD
- Gantskhan chiniikh (2001)
- Sally-1 (2003)
- Sally-2 (2005)
- Hairaasaa asuuya (2007)
- Making me crazy (2008)
- Tsagaan Süünii Domog (2008)

### DVD
- Süünii Ünertei Hangai (2010)